# Bogusław Hładoń
Bogusław Jan Hładoń (ur. 5 grudnia 1940 we Lwowie, zm. 5 grudnia 2012 w Bydgoszczy) – polski farmaceuta, profesor Uniwersytetu Mikołaja Kopernika w Toruniu, kierownik Katedry i Zakładu Farmakodynamiki i Farmakologii Molekularnej na Wydziale Farmaceutycznym tej uczelni, współtwórca Collegium Medicum im. Ludwika Rydygiera w Bydgoszczy.
Od 1969 związany był z Akademią Medyczną w Poznaniu (obecnym Uniwersytetem Medycznym). Potem przeniósł się do Bydgoszczy, gdzie kierował Katedrą i Zakładem Biofarmacji i Farmakodynamiki. Profesor od 1999. Od 2005 kierownik Katedry i Zakładu Farmakodynamiki i Farmakologii Molekularnej.
Pracował głównie nad nowymi lekami przeciwnowotworowymi oraz cytostatycznymi. Ogłosił ponad 70 prac naukowych. Pochowany 10 grudnia 2012 na cmentarzu na Bielawach.

## Odznaczenia
- Złoty Krzyż Zasługi
- Krzyż Kawalerski Orderu Odrodzenia Polski (2004)[2]
- Medal Komisji Edukacji Narodowej